# Günter Werner
Günter Werner (* 20. Juni 1931 in Weischlitz; † 1. August 1998) war ein deutscher Militärmediziner. Er war Chef der Militärmedizinischen Akademie Bad Saarow in der DDR.

## Leben
Der Sohn eines Arbeiters absolvierte nach dem Besuch der Schule mit Abitur von 1945 bis 1949 eine Lehre als Landwirtschaftsgehilfe. Von 1949 bis 1951 war er Student an einer Arbeiter-und-Bauern-Fakultät (ABF). Im Jahr 1951 wurde er Mitglied der SED. Von 1951 bis 1955 war er Medizinstudent in der Sowjetunion. Anschließend trat er am 1. Juli 1955 in die Kasernierte Volkspolizei (KVP) ein. Von 1955 bis 1957 war er Student und Offiziershörer an der Militärmedizinischen Sektion (MMS) Greifswald. Ab 1956 Angehöriger der Nationalen Volksarmee (NVA), war er von 1957 bis 1958 Pflichtassistent und von 1958 bis 1959 Facharztaspirant an der MMS. Von 1959 bis 1963 diente er als Stationsarzt und von 1963 bis 1968 als Oberarzt im Zentralen Lazarett der NVA in Bad Saarow. Nach einem Studium an der Militärmedizinischen Akademie in der UdSSR 1968/69 fungierte er von 1969 bis 1972 als stellvertretender Leiter für klinische Arbeit und von 1972 bis 1988 als Leiter der Medizinischen Klinik des Zentralen Lazaretts. Am 5. November 1971 wurde er bei der Gründung der Sektion Innere Militärmedizin der Gesellschaft für Militärmedizin der DDR zum Vorsitzenden der Sektion gewählt. Diese Funktion hatte er bis 1990 inne.
Am 5. Oktober 1978 wurde er vom Vorsitzenden des Nationalen Verteidigungsrates der DDR, Erich Honecker, zum Generalmajor ernannt. Von 1987 bis 1990 gehörte er dem Präsidium der Gesellschaft für Militärmedizin der DDR an. Vom 30. November 1988 bis 1990 war er als Nachfolger von Hans Rudolf Gestewitz Chef der Militärmedizinischen Akademie der NVA. Am 30. September 1990 wurde er aus dem Wehrdienst entlassen. 
Werner war nach der Wende in der DDR Chefarzt des Bereichs Innere Medizin im Humaine Klinikum Bad Saarow, der Nachfolgeeinrichtung der Militärmedizinischen Akademie.

## Auszeichnungen und Ehrungen
- 1972 Verleihung des Titels Medizinalrat, später des Titels Obermedizinalrat
- Vaterländischer Verdienstorden in Bronze
- Kampforden „Für Verdienste um Volk und Vaterland“ in Silber